# Münzstätte Bautzen
Aus einer Münzstätte Bautzen sind schon ab etwa 1124 Dünnpfennige des Markgrafen der Oberlausitz bekannt. Ab zirka 1140 bis 1304 prägte die Münzstätte Brakteaten. Der Kurfürst von Sachsen, Johann Georg II. (1656–1680), ließ in seinem Nebenland Oberlausitz für die Prägung von Landmünzen 1666 die Bautzener Münze neu errichten. Die besonderen Gepräge der Münzstätte sollten den in den kaiserlichen Landen umlaufenden und leichter als im Reichsfuß vorgeschriebenen Münzen gleichwertig sein. Da sich die Maßnahme in Bautzen als Fehlschlag erwies, wurde bereits 1667 die Münze wieder stillgelegt und ihre Ausstattung in die Münzstätte Dresden gebracht. Dort wurden die Oberlausitzer Drittel- und Sechsteltaler noch eine Zeitlang mit der Jahreszahl 1668 geschlagen.

## Geschichte

### Brakteatenzeit
Bereits um 1124 bis 1135 sind Dünnpfennige des Markgrafen der Oberlausitz einer Münzstätte Bautzen bekannt. Um 1140 bis 1304 wurden in Bautzen Brakteaten des Markgrafen von Meißen, Königs von Böhmen, Landvogts der Oberlausitz, Markgrafen von Brandenburg und Bischofs von Meißen geschlagen.
Urkundlich genannt wird im Jahr 1268 unter den brandenburgischen Markgrafen eine von alters her bestehende Münze in Bautzen, die in dem gleichen Jahr durch eine neu gegründete Görlitzer Münze ergänzt wurde, mit der sie jährlich abwechselnd prägen sollte.

### Talerzeit
Auf dem Leipziger Münzprobationstag vom 3. Februar 1666 fasste der Obersächsische Kreis den Beschluss, dass bis zur Ordnung des Münzwesens durch einen neuen Reichsbeschluss es den Münzständen freistehen solle, eine Interimsmünze (auch Landmünze oder Ursualmünze genannt) zu schlagen, die sich an die immer noch gültige Reichsmünzordnung von 1559 nicht mehr zu halten brauche. Dieser Beschluss gab Kurfürst Johann Georg II. die Rechtsgrundlage für die Prägung von Landmünzen in der 1666 eigens dafür neu errichteten Münzstätte Bautzen und nach deren Stilllegung 1669 in Leipzig den Münzbetrieb wieder aufzunehmen.

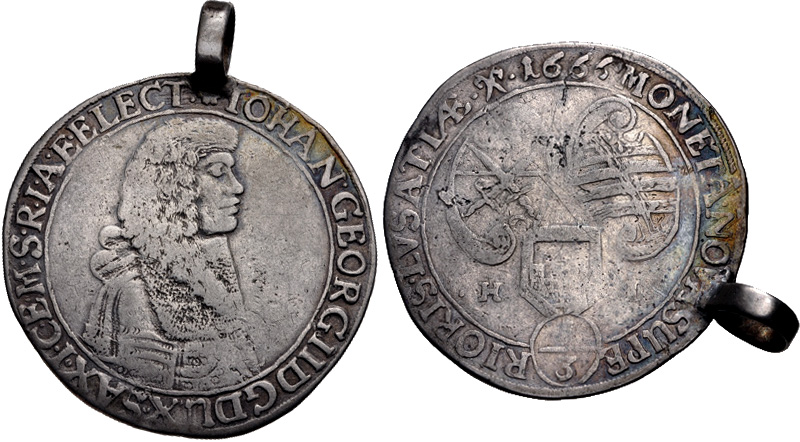
Kurfürst Johann Georg II., ⅓ Taler von 1666, Münzmeisterzeichen HI, Münzstätte Bautzen (gehenkelt).

Die schweizerischen, burgundischen und holländischen Taler waren zu 9⅔ Stück aus der feinen Mark ausgebracht. Dennoch wurden sie als vollwertige Taler neben den Reichstalern angenommen und ausgegeben, obwohl die Reichstaler nach dem Reichsfuß, dem Sachsen 1571 beigetreten war, zu 9 Taler aus der feinen Mark geprägt wurden. Darauf spekulierte der Kurfürst, der für seine Markgrafschaft Oberlausitz eine für den Handelsverkehr mit Schlesien und Böhmen geeignete Münzen schaffen wollte, in dem er nach einem leichteren Münzfuß in Bautzen prägten ließ. Aus je 100 eingelieferten Reichstalern sollten 118 Zähltaler neue Münzen geschlagen werden. Der erhoffte Gewinn blieb jedoch aus.
In der Münzstätte Bautzen wurden 1666 und 1667 die folgenden Gepräge, die durch das Oberlausitzer Wappenschild unter dem Kur- und Sachsenwappen und der Umschrift MONETA NOVA SVPERIORIS LVSATIAE (Übersetzung: Neue Münze der Oberlausitz) als Oberlausitzer Münzen gekennzeichnet sind, ausgegeben: 
- ⅓ Taler = 8 Groschen[5]
- ⅙ Taler = 15 Kreuzer
- 6 Kreuzer
- 3 Kreuzer

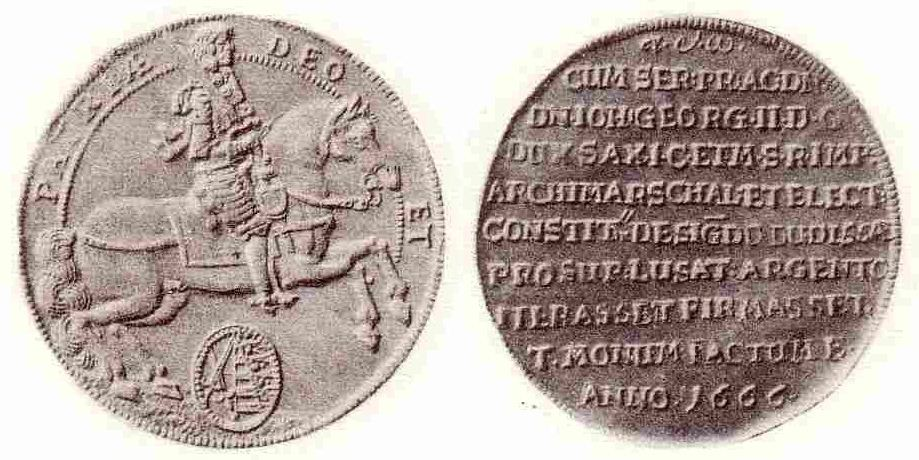
Halber Schautaler 1666, auf die neu errichtete Münzstätte Bautzen

Außerdem wurde bald nach der Einrichtung der Münzstätte eine heute sehr seltene halbtalerförmige Gedenkmünze als halber Schautaler auf die neu errichtete Münzstätte Bautzen geprägt. Die Übersetzung der Rückseiteninschrift der Gedenkmünze lautet nach Gebrüder Erbstein: Als der durchlauchtigste Fürst und Herr, Herr Johann Georg der Andere u. s. w. die Verordnung, dass in Bautzen für die Oberlausitz gemünzt werden solle, wiederholt und bestätigt hatte, ist solches Denkmal errichtet worden. Die Schriftzeichen über der Rückseiteninschrift sind nicht Bestandteile der Signatur des Medailleurs oder des Münzmeisterzeichens des Münzmeisters, sondern die griechischen Buchstaben α. et. ω. (Alpha et Omega). Wilhelm Ernst Tentzel schrieb die Erläuterung dazu:
[…] Auff der anderen Seite nur eine Inscription, welche vom ersten und letzten Buchstaben des griechischen Alphabeths / Alpha und Omega, anhebet / und auff Christum deudet / der in der Offenbahrung Johannis am ersten Capitel spricht: Ich bin das A uns das O, der Anfang und das Ende / der Erste und der Letzte.
Wegen der schlechten Verwaltung der Münzstätte und der Bedenken der kursächsischen Stände erfolgte bereits 1667 die Schließung des Münzbetriebs. Danach wurde mit den Stempeln aus der Bautzener Münze noch eine Zeit lang in der Münzstätte Dresden die Drittel- und Sechsteltaler mit der Jahreszahl 1668 für die Oberlausitz weiter geprägt.
Nach der fehlgeschlagenen Spekulation versuchte der Bergrat Jonas Zipfel, dem die Oberleitung des Münzamtes in Bautzen vom Kurfürst übertragen worden war, mit ebenso wenig Erfolg sein Glück in Leipzig mit der Herstellung von minderwertigen Münzen.

#### Ort der Münzstätte
Laut Walther Haupt ist der Ort der Münzstätte heute noch in einem Hause der Bautzener Hohen Gasse mit mächtigen Kellern zu sehen. Hinweise zur Lage der Münzstätte in Bautzen sind auch in der Beschreibung der Engelhardschen Sammlung vorhanden. Die Gebrüder Erbstein erwähnten das Gebäude, in dem gemünzt wurde:
[…] Von diesem (Jonas Zipfel), dem nach Bestallungsdekret vom 30. Januar 1666 ein Gehalt von 400 Gulden Meissner Währung ausgesetzt war, wurde dann das dem Peter Scheffler gehörige Haus auf der jetzigen Hohenstrasse zur Münze eingerichtet, auf welche alsbald auch eine halbthalerförmige Denkmünze erschien […].

## Münzmeister der Münzstätte Bautzen
| Münzmeister      | von  | bis  | Münzmeisterzeichen                  | Bemerkung                                                                      |
| ---------------- | ---- | ---- | ----------------------------------- | ------------------------------------------------------------------------------ |
| Hennig Ilders    | 1666 | 1667 | H I, Zainhaken, gekreuzte Zainhaken | 1668 nach Dresden verlegt                                                      |
| Constantin Rothe | 1668 |      | C R, Eichel am Zweig                | Prägung für die Oberlausitz in Dresden mit Bautzener Stempeln; 1668 aufgehoben |